# Man of Action
Man of Action ("Homem de Ação") é um grupo americano de roteiristas de histórias em quadrinhos, séries de animação e filmes composto por Duncan Rouleau, Joe Casey, Joe Kelly e Steven T. Seagle.
Foram os responsáveis pela criação das séries Ben 10 e Mutante Rex do Cartoon Network,  e recentemente pela supervisão da série Ultimate Homem-Aranha e Avengers Assemble, além da série de quadrinhos Big Hero 6 da Marvel Comics. Entre seus futuros projetos estão Gormiti: The New Adventure e The 7Cs.

## Lista de trabalhos do grupo Man of Action

### TV series
| Título                   | Ano de lançamento | Ano de encerramento | Empresa                                                                 | Canal           |
| ------------------------ | ----------------- | ------------------- | ----------------------------------------------------------------------- | --------------- |
| Ben 10                   | 2005              | 2008                | Cartoon Network Studios                                                 | Cartoon Network |
| Generator Rex            | 2010              | 2013                | Cartoon Network Studios                                                 | Cartoon Network |
| Gormiti Nature Unleashed | 2012              | 2014                | Giochi Preziosi Mondo TV                                                | Cartoon Network |
| Ultimate Homem-Aranha    | 2012              | -                   | Marvel Animation                                                        | Disney XD       |
| Avengers Assemble        | 2013              | -                   | Marvel Animation                                                        | Disney XD       |
| Zak Storm                | 2016              | -                   | Zagtoon, Method Animation, SAMG Animation MNC Animation e Man of Action | TBC             |
| Mega Man                 | 2017              | -                   | Capcom co. ltd. Dentsu Entertainment Toei Audio Visual Art Center       | TBA             |

### Histórias em quadrinhos /Graphic novels
| Título                                     | Roteirista       | Editora           |
| ------------------------------------------ | ---------------- | ----------------- |
| "Hell Cop"                                 | Joe Casey        | Image             |
| "Codeflesh"                                | Joe Casey        | Image             |
| "Gødland"                                  | Joe Casey        | Image             |
| "Nixon's Pals"                             | Joe Casey        | Image             |
| "Krash Bastards"                           | Joe Casey        | Image             |
| "Charlatan Ball"                           | Joe Casey        | Image             |
| "Officer Downe"                            | Joe Casey        | Image             |
| "Ziggy Marley's Marijuanaman"              | Joe Casey        | Image             |
| "Butcher Baker, Righteous Maker"           | Joe Casey        | Image             |
| "Doc Bizarre M.D."                         | Joe Casey        | Image             |
| "The Bounce"                               | Joe Casey        | Image             |
| "Sex"                                      | Joe Casey        | Image             |
| "M. Rex"                                   | Joe Kelly        | Image             |
| "I Kill Giants"                            | Joe Kelly        | Image             |
| "Four Eyes"                                | Joe Kelly        | Image             |
| "Douglas Fredericks and The House of They" | Joe Kelly        | Image             |
| "Bad Dog"                                  | Joe Kelly        | Image             |
| "M. Rex"                                   | Duncan Rouleau   | Image             |
| "The Nightmarist"                          | Duncan Rouleau   | Image             |
| "The Great Unknown"                        | Duncan Rouleau   | Image             |
| "Soul Kiss"                                | Steven T. Seagle | Image             |
| "Kafka"                                    | Steven T. Seagle | Image             |
| "Solstice"                                 | Steven T. Seagle | Image             |
| "American Virgin"                          | Steven T. Seagle | DC Comics/Vertigo |
| "Batula"                                   | Steven T. Seagle | Image             |
| "Frankiestein"                             | Steven T. Seagle | Image             |
| "The Crusades"                             | Steven T. Seagle | Image             |
| "Read Diary"                               | Steven T. Seagle | Image             |